# 基什巴琼
基什巴琼，是匈牙利诺格拉德州所辖的一个村。总面积10.24平方公里，总人口451，人口密度44.0人/平方公里（2011年1月1日）。